# Riksförbundet Internationella Föreningen för Invandrarkvinnor
Riksförbundet Internationella Föreningar för Invandrarkvinnor - RIFFI,  är en organisation bildad 1974 som arbetar för ett mångkulturellt och jämställt samhälle. RIFFI vänder sig till alla kvinnor oavsett nationalitet och engagerar sig i invandrar- och flyktingkvinnors frågor i Sverige och globalt, samt verkar för att underlätta integrationen i det nya landet. RIFFI:s ordförande Meri Helena Forsberg tilldelades 2013 Stockholms stads Nelson Mandela-pris.

## Historik
RIFFI började som en förening i Stockholm kallad Internationella Föreningen för Invandrarkvinnor - IFFI. Den grundades 1968 av Mira Kakossaios (1917-1990) som hade en bakgrund i den grekiska motståndsrörelsen under andra världskriget. Kakossaios var utbildad lärare och drev en skola för analfabeter i Makedonien samt arbetade på ett barnhem i Schweiz efter kriget. I Sverige tog hon sociologexamen vid Ericastiftelsen 1954. IFFI i Stockholm blev en mötesplats för kvinnor från hela världen. Föreningens målsättning var att hjälpa kvinnor i frågor om arbete, ekonomi, barnuppfostran, misshandel och återanpassning. Det viktiga var att bryta invandrarkvinnors isolering och stimulera dem att ställa krav på ökad jämställdhet i hemmet, i yrkeslivet och i samhället i övrigt. IFFI bedrev språkundervisning och arrangerade informationsmöten, juridisk och psykologisk hjälp, samt fester och utflykter.
Åren runt 1970 bildades flera lokala IFFI-föreningar över hela landet och 1974 grundades Riksförbundet RIFFI, paraplyorganisationen för omkring 30 lokalföreningar.
RIFFI deltar även i internationellt arbete; sedan 1998 har RIFFI konsultativs status i FN:s ekonomiska och sociala råd ECOSOC, inom arbetsområdet Kvinnofrågor, och är medlem i European Network of Migrant Women (ENoMW), Inter-African Committee, samt White Ribbon Alliance for Safe Motherhood.
RIFFI är medlem i Sveriges Kvinnolobby. 